# I Saw What You Did (1965)

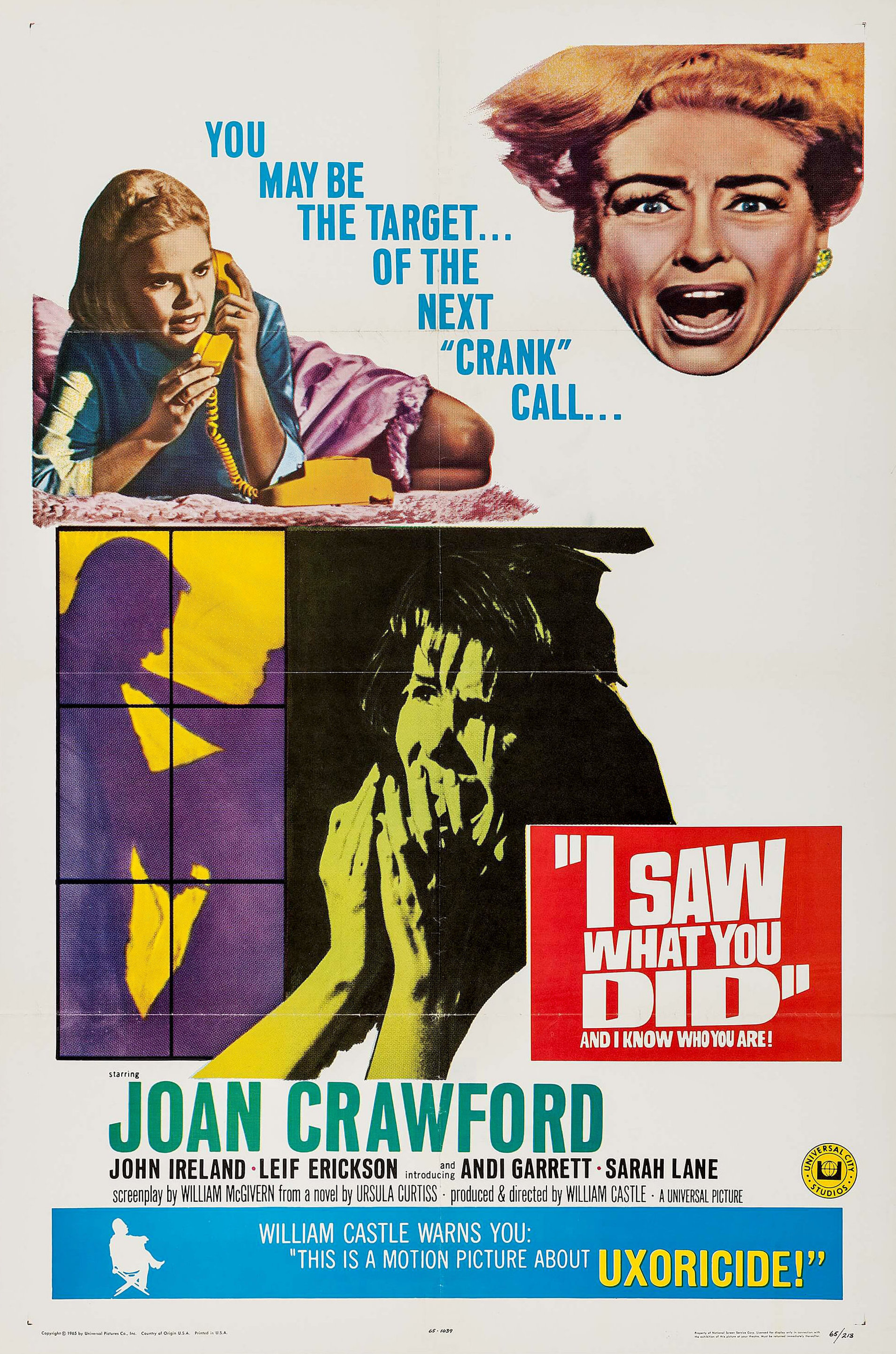
I Saw What You Did Poster

I Saw What You Did is een film uit 1965 onder regie van William Castle. De film is gebaseerd op een boek van Ursula Curtiss en kreeg in 1988 een nieuwe versie met dezelfde titel.

## Verhaal
Vader en moeder Mannering gaan de stad uit voor zaken. Op de laatste minuut belt de babysitter om te zeggen dat ze vanwege ziekte niet op de kinderen kan passen. Vader Mannering besluit dat tienerdochter Libby oud genoeg is om op haar jongere zus Tess te passen. Nadat de ouders weg zijn, nodigt Libby vriendin Kit Austin uit om langs te komen. Kit mag tot 23.30 uur blijven.
Nu de drie meiden helemaal alleen zijn in hun grote boerderij, besluiten Libby en Kit telefoontjes te geven aan wildvreemden en ze vervolgens in de maling te nemen. Na een aantal onschuldige grappen, raken ze verveeld en besluiten ze de tekst "I saw what you did, and I know who you are" (Ik zag wat je hebt gedaan en ik weet wie je bent) te zeggen op een angstaanjagende toon tegen mensen. Nadat een paar mensen op hen hebben opgehangen, bellen ze Steve Marek, die zojuist zijn vrouw dood heeft gestoken en haar lichaam heeft begraven in de bossen. Zijn rijke buurvrouw Amy Nelson is verliefd op hem en wanneer Steve tegen haar zegt dat Judy "hem heeft verlaten", kan ze hier niet om treuren, aangezien ze hem voor zichzelf wil. Terwijl ze bezig is met hem verleiden, ontvangt hij zijn telefoontje.
Wanneer Libby de tekst zegt, neemt Steve dit serieus en wordt paranoïde. Hij probeert dichter bij haar te komen en vraagt om haar naam. Libby zegt dat ze Suzette heet, waarna hij vertelt met haar te willen afspreken. Ze weigert, maar nadat ze ophangt, zegt ze te vallen op de man met de "sexy stem". Ze besluiten zich op te maken en hem te bezoeken.
Ook al maakt Kit het duidelijk dat ze het geen goed plan vindt, begint Libby na aankomst door zijn raam te gluren. Steve merkt haar op en pakt een mes. Amy komt ondertussen ook en ziet Libby als rivale. Ze wordt om die reden boos op haar en verjaagt het bange tienermeisje. Amy gaat vervolgens naar binnen bij Steve, inmiddels wetend over de moord die hij heeft gepleegd. Nadat ze hem chanteert in een huwelijk met haar, vermoordt Steve haar.
Hierna vertrekt Steve naar de Mannering huis om ook de meisjes te doden...

## Rolverdeling
| Acteur           | Personage       |
| ---------------- | --------------- |
| Joan Crawford    | Amy Nelson      |
| John Ireland     | Steve Marak     |
| Sara Lane        | Kit Austin      |
| Andi Garrett     | Libby Mannering |
| Sharyl Locke     | Tess Mannering  |
| Leif Erickson    | Dave Mannering  |
| Patricia Breslin | Ellie Mannering |